# Condado de Boone (Virgínia Ocidental)
O Condado de Boone é um dos 55 condados do estado norte-americano da Virgínia Ocidental. A sede do condado é Madison, que é também a sua maior cidade. O condado tem uma área de 1303 km² (dos quais 0 km² estão cobertos por água), uma população de 25 535 habitantes, e uma densidade populacional de 20 hab/km² (segundo o censo nacional de 2000). O condado foi fundado em 1847 e recebeu o seu nome em homenagem a Daniel Boone, pioneiro na exploração do Oeste Americano.

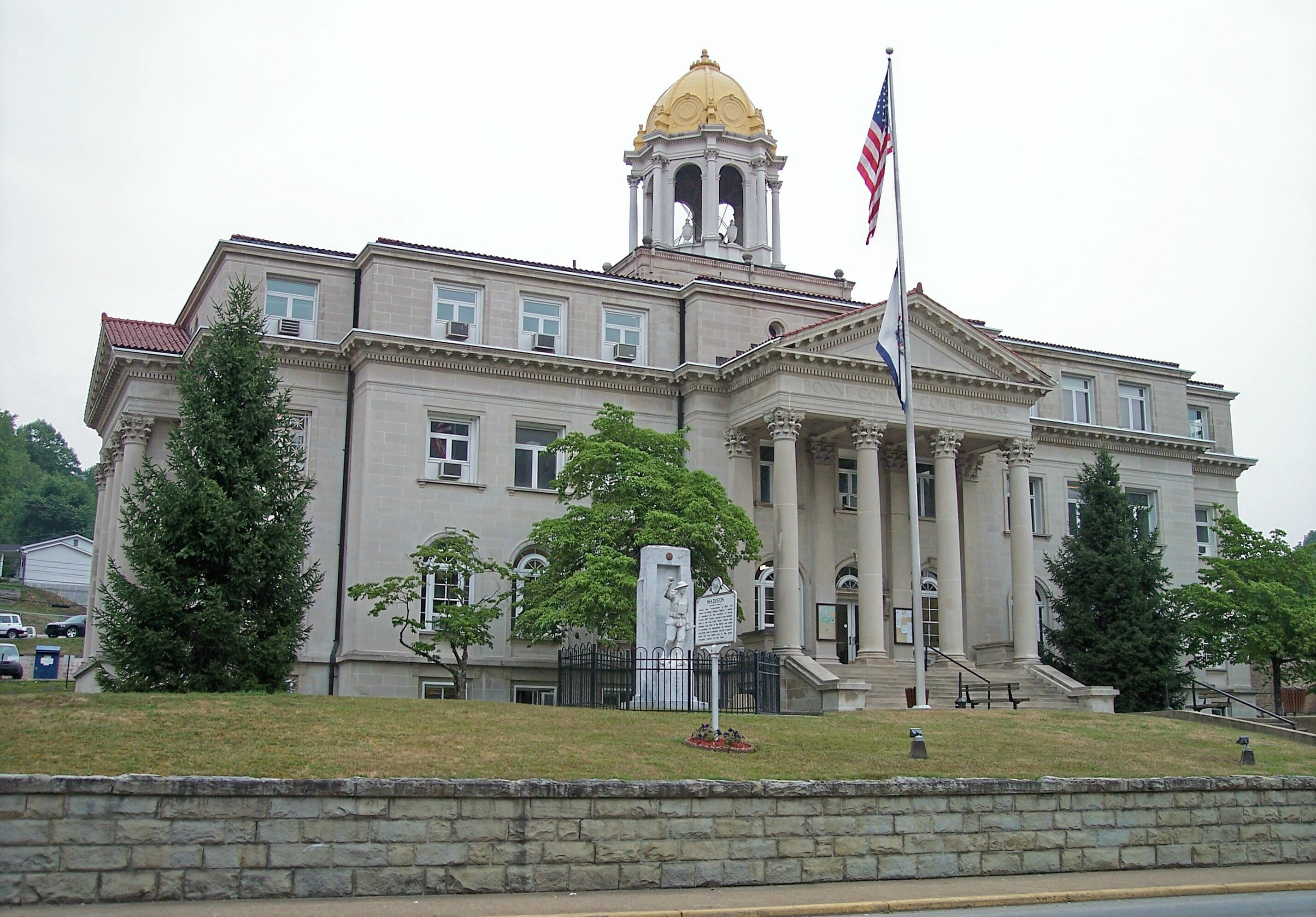
Tribunal do condado de Boone em Madison, Virgínia Ocidental.